# Mesochorus piemontensis
Mesochorus piemontensis là một loài tò vò trong họ Ichneumonidae.